# Castillo de Santa Croche
El castillo de Santa Croche es un castillo medieval construido en el lugar de Santa Croche, a las afueras de la localidad de Albarracín, provincia de Teruel (Comunidad Autónoma de Aragón, España).

## Historia
Es el único de iniciativa señorial existente en el suroeste de Aragón por la circunstancia especial del señorío de Albarracín como estado independiente cristiano tras la caída del reino de taifa de Albarracín.[cita requerida]
Construido por los Heredia de Albarracín para controlar el acueducto romano de Albarracín, en un contexto de peleas entre propietarios locales en la Sierra de Albarracín en el siglo XIV, que explica la fortificación de muchos pueblos y masías.[cita requerida] A comienzos de la segunda mitad del siglo XV (1469) sufrió el asedio de la Diputación el Reino, y a comienzos del siglo XVI (1518) pertenecía a Pedro Torrero.

## Descripción
Se trata de un castillo roquero medieval casi destruido. Se alza sobre un promontorio, dominando una gran extensión de terreno del valle del río Guadalaviar.
La planta de la construcción es irregular siguiendo la cota del terreno y destaca la forma de quilla de barco. Sobresale también un muro almenado unido a un torreón rectangular con bóveda de medio cañón al interior y una puerta adintelada protegida por torreón cilíndrico, "precediéndola una barrera tendida entre las rocas".-
Hasta la década de los años cincuenta del siglo XX estuvo habitado y hasta la década de los sesenta se mantuvo intacto, pero tras la extracción de la madera de sus suelos empezó su destrucción.[cita requerida]